# 輿

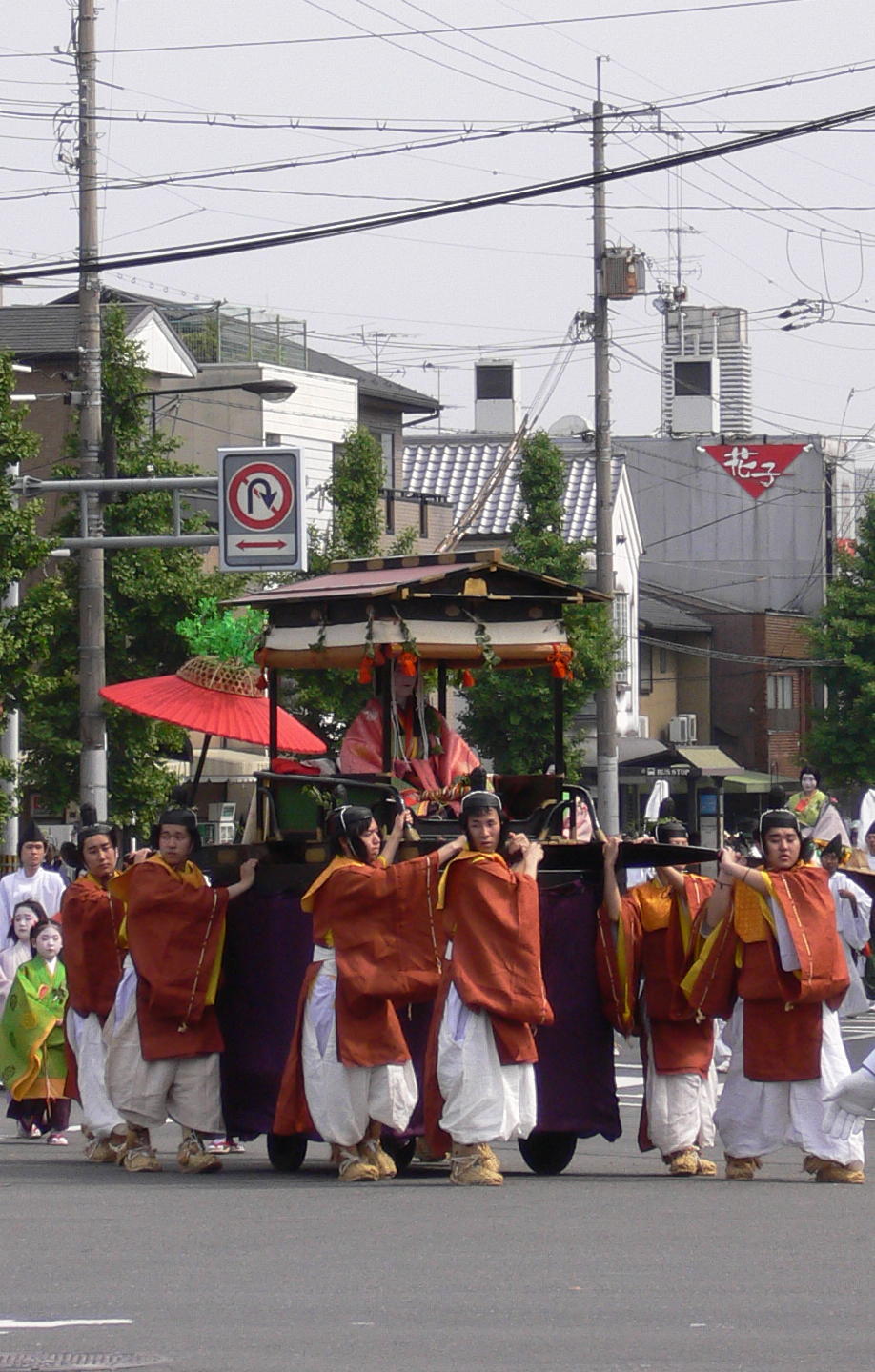
葵祭における斎王代の輿

輿（こし）とは、人を乗せて人力で運ぶ乗り物の1つ。

## 各地域の輿

### 日本
日本では天皇や貴族、大名など身分の高い人物が使用する儀式・儀礼の場での乗り物であった。
婚礼の際の妻の実家から夫の家へ輿に乗せて運ぶ風習から、結婚を女性の側から見て「輿入れ」または「入輿」（じゅよ）、身分の高い男性や金持ちの男性との結婚を玉の輿ともいう。祭礼の際に祭神の乗り物として担ぎ、神幸を行う人は「神輿」という。
葬儀の際に棺を乗せて担ぐための葬具も輿という。

#### 形態
駕籠と違い「轅（ながえ）」と称する2本の棒の上に人が乗る台を載せた乗り物。轅を肩に担ぐか、手を下げた腰の位置で持ち、大勢の人間により運ばれる。輿を担ぐ者は力者（りきしゃ）、輿丁（よちょう）、輿舁（こしかき）と呼ばれる。輿には輦輿（れんよ）と手輿（たごし）（腰輿〈ようよ〉ともいう）の2つに分けられる。
輦輿は宝形造の屋根を上に載せたもので、轅を肩で担いで運ぶ。屋根の頭頂部に鳳凰を載せたものは鳳輦（ほうれん）と呼ばれ、天皇しか乗ることが許されなかった。これは後の神輿（みこし）の原型となった。これに対して屋根に葱花を載せた葱華輦（そうかれん）と呼ばれるものがあり、これは天皇が私的外出や神社への行幸の際に用いたほか、皇太子や后妃が用いる場合もあった。
手輿は、輦輿が肩で轅を担ぐのに対して、腰の高さで轅を手に下げて持ち、運んだものである。もとは天皇が内裏の中での移動や、火事などの緊急の移動の際に用いた略式の乗り物であったが、のちに上皇や僧侶、公卿なども牛車に代わって外出に用いるようになった。ただし、それらは鳳輦や天皇所用の手輿とは屋形（屋根を含めた乗用者を囲う部分）の構造や様式を変えて作られている。
一般所用の手輿の代表的なものに、屋形の四方に簾をかけた四方輿（しほうごし）、屋形を牛車に似せた網代輿（あじろごし）、総板製の屋形による板輿（いたごし）、屋形を筵張りにした張輿（はりごし）、屋形を漆塗りにした塗輿（ぬりごし）、また屋形がなく、人が座る台の左右と背後に手摺のみ設けた塵取輿（ちりとりごし）などが存在した。山道などの通行を容易にするため、屋形部分を取り外し床のみで担ぐことがあったが、これを坂輿（さかごし）と称した。

#### 歴史
輿が初めて文献に現れるのは『日本書紀』で初めて見えるのは神武天皇31年の「皇輿」という記述だが当時輿が利用されていたかは疑わしいと考えられている。次に垂仁天皇15年に竹野媛が輿から落ちてしまい亡くなったとあり、この頃には高貴な人の乗用具として使用されていたとみられている。『日本書紀』では天武天皇元年に妃（のちの持統天皇）が輿に乗った記録などがある。
平安時代には天皇用として奈良時代から用いられていた鳳輦だけでなく葱華輦も使い分けられた。新たな輿の形態である腰輿が出現したのも平安時代とされている。
鎌倉時代には『吾妻鏡』などに鎌倉将軍家の人々が輿を利用したと記されている。室町時代には将軍、鎌倉公方、管領家などごく限られた上級武家のみが使用できる牛車に次ぐ特別の乗り物とされた。
江戸時代は「駕籠の時代」といわれ主要な乗用具は馬と駕籠であった。輿の使用が許可されたのは御三家と御三卿、7つの松平家、加賀前田家など22家の合計35家のみ。家格によっては親藩の大名でも輿の使用は認められなかった。
葬儀では棺を輿で担ぎ自宅から墓地まで葬列が続く「野辺送り」が行われていたが、大正時代には都市部で路面電車が普及したことで葬列が線路を塞ぐという問題が起きたことや葬儀場の郊外移転により、霊柩車に取って代わられるようになった。

### 中国
周や秦の時代には主に馬車や牛車が利用され、漢から晋の時代まで続いた。輿は秦や漢の時代から一部で使用され、唐の時代には高貴な女性の乗り物として兜輿（とうよう）が用いられた。後唐では宰相の参内に肩輿が用いられるなど、輿は男女両性に使用されるようになった。
宋の時代には肩輿は轎子（きょうし）と呼ばれ、明や清の時代に使われたが1870年代には要らなくなった。

### 欧州
ロンドンでは1634年にサンダース・ダンコム卿が輿をセダン・チェア、担ぐ人達をチェアメンと名付け、普及し1712年まで続いた。
18世紀にはオーストリアのウィーンで輿の運行が認可されるなど、ヨーロッパ各地で馬車よりも手軽な乗り物として輿が普及した。ヨーロッパの輿は明治時代に横浜でも導入されていたほか、中国の観光地では今でも乗り物として利用されている。

## ギャラリー

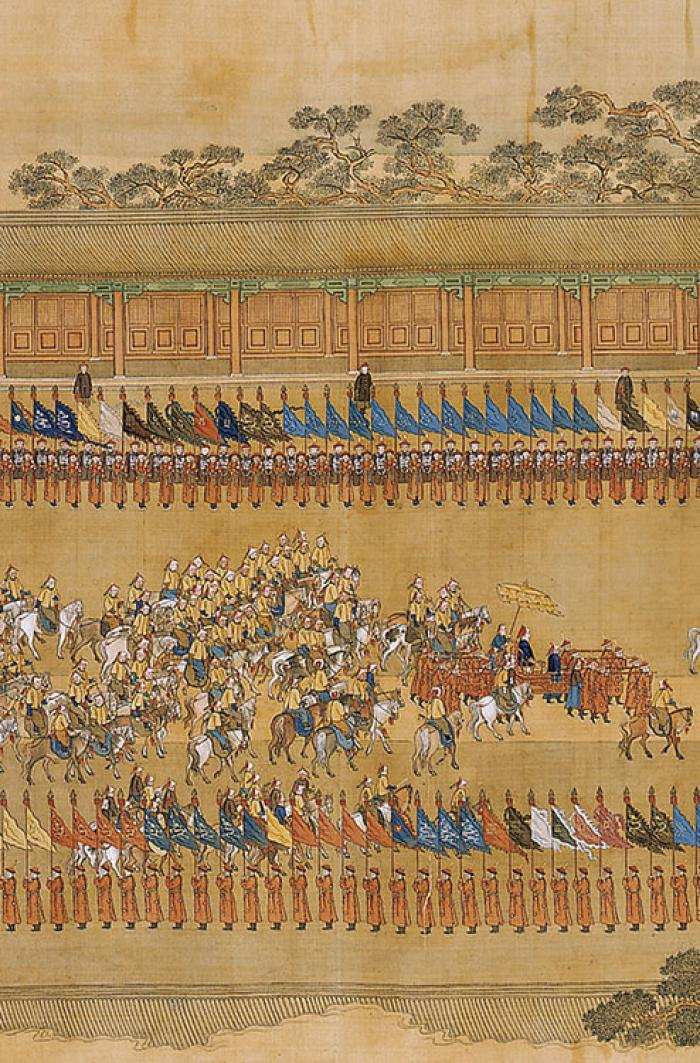
乾隆帝の南巡、輿が16人で担がれている。
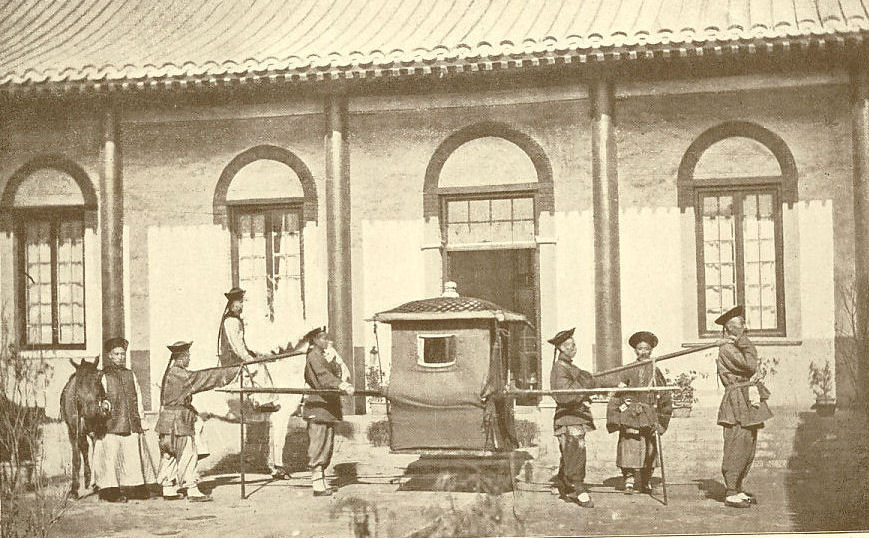
中国・天津、19世紀後半。
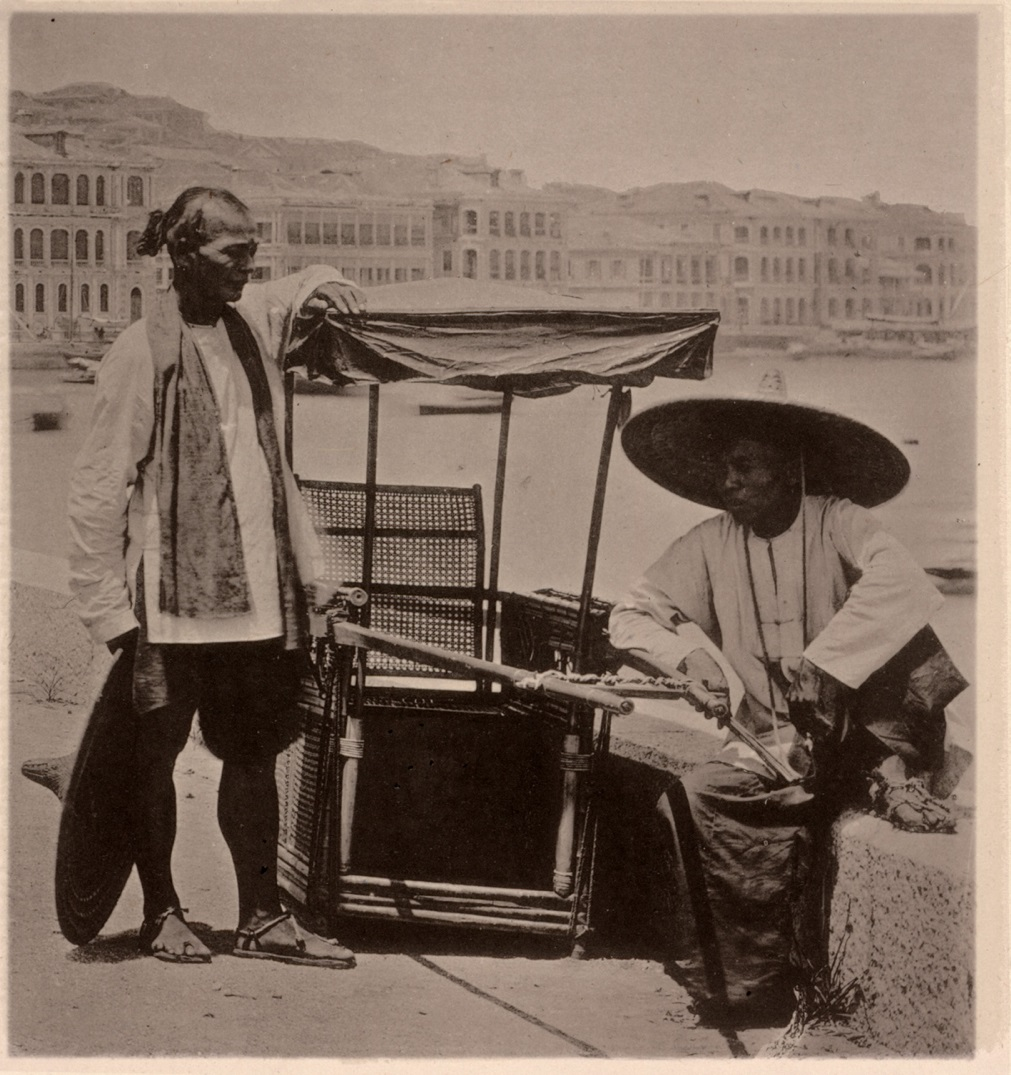
香港、1870年頃。
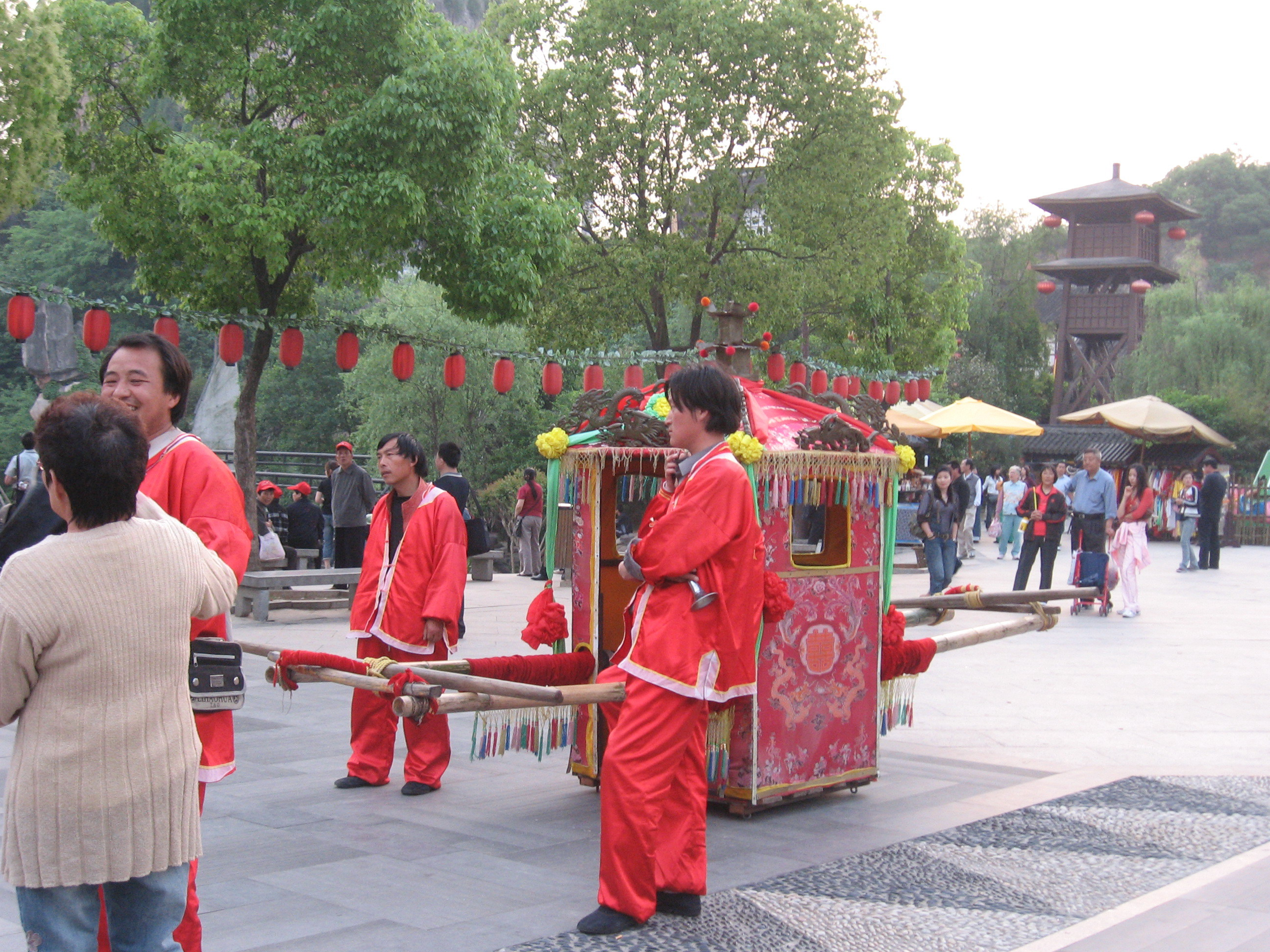
現代の中国。
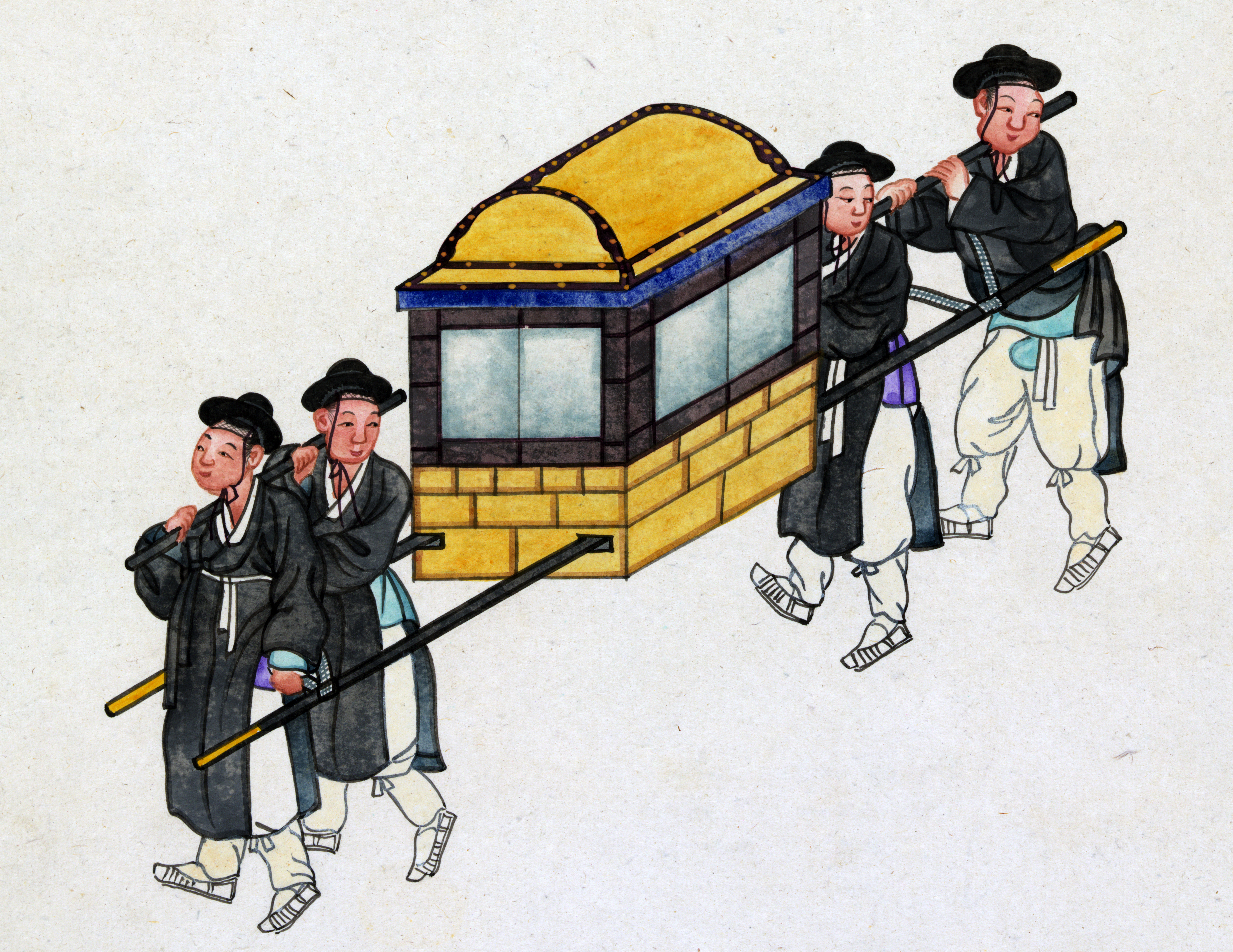
朝鮮のカマ、1890年頃。
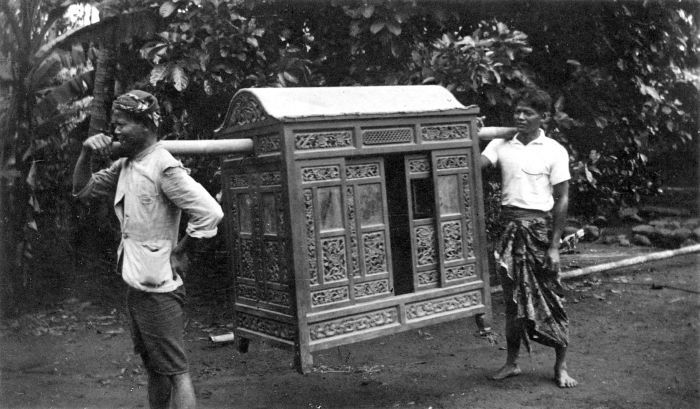
インドネシア・ジャワ島。
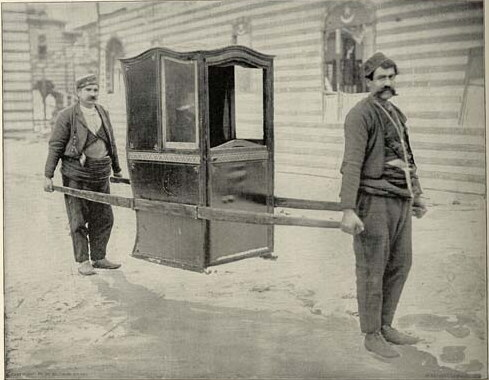
トルコのタフトゥレワン tahtırevan、1893年。
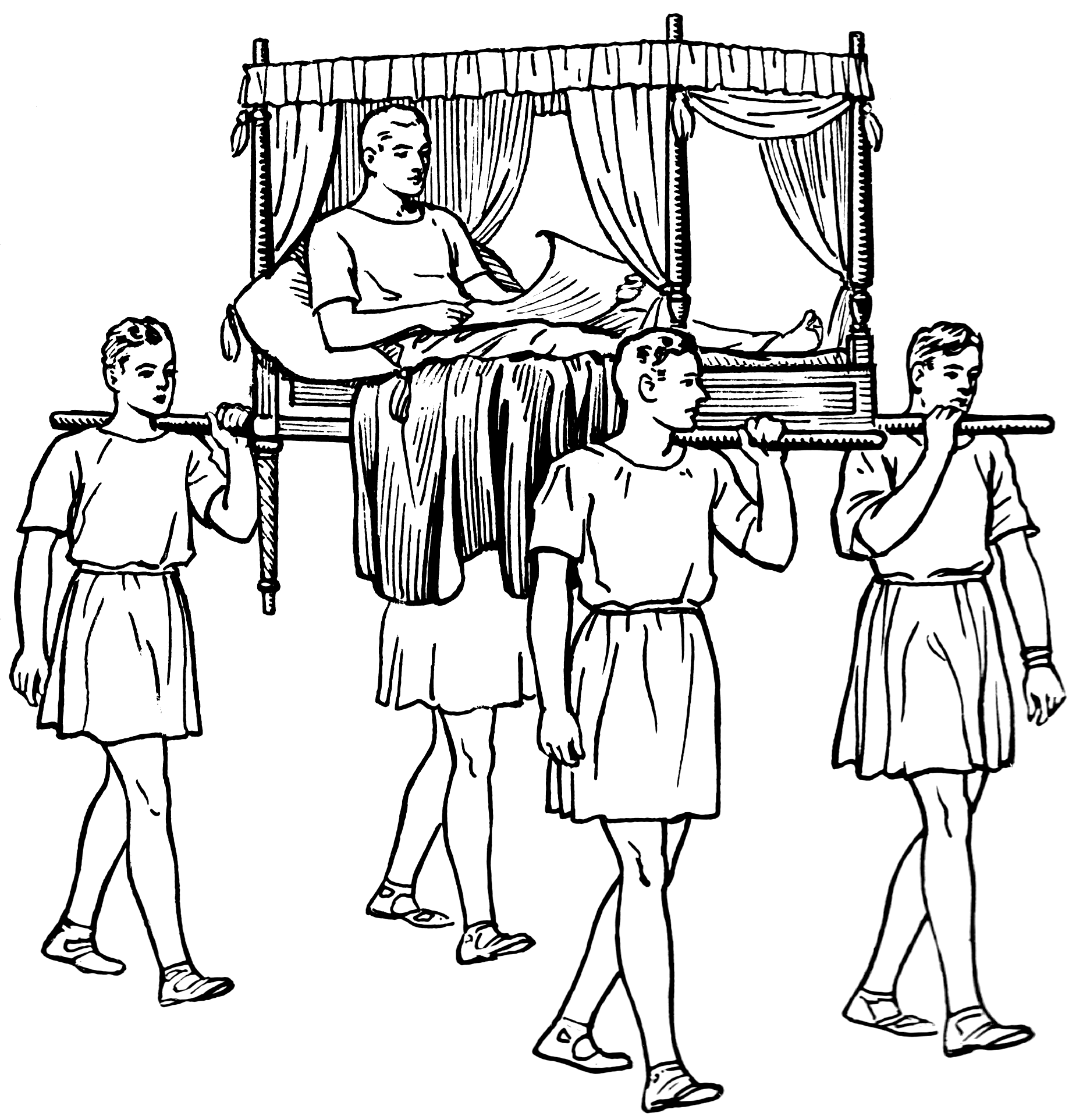
古代ローマ時代のレッティガ（レクティカ）。

## 輿に実際に乗れる観光地
- 中華人民共和国
  - 黄山
  - 張家界
  - 峨眉山
  - 畳彩山（桂林）
  - 竜勝各族自治県（桂林）
- インド
  - アジャンター石窟群
- ミャンマー
  - チャイティーヨー・パゴダ